# Гришковецька територіальна громада
Гришковецька селищна територіальна громада — територіальна громада в Україні, в Бердичівському районі Житомирської області. Адміністративний центр — селище Гришківці.

## Загальна інформація
Площа території — 216,6 км², кількість населення — 9 657 осіб (2020).
Станом на 2018 рік площа території громади становила 216,76 км², кількість населення — 9 872 осіб (2018).

## Населені пункти
До складу громади входять 2 селища (Гришківці, Хмельове) і 15 сіл: Агатівка, Гальчин, Гвіздава, Дубова, Журбинці, Кукільня, Никонівка, Новий Солотвин, Осикове, Половецьке, Рея, Скаківка, Старий Солотвин, Сьомаки, Хмелище.

## Старостинські округи
Гальчинський, Никонівський, Осиківський, Половецький, Рейський, Скаківський, Старосолотвинський.

## Історія
Утворена 17 травня 2018 року шляхом об'єднання Гришковецької селищної та Гальчинської, Никонівської, Осиківської, Половецької, Рейської, Скаківської, Старосолотвинської сільських рад Бердичівського району.
Відповідно до постанови Верховної Ради України від 17 червня 2020 року «Про утворення та ліквідацію районів», громада увійшла до складу новоствореного Бердичівського району.